# Cristian Portilla
Cristian Portilla Rodríguez (Santander, España, 28 de agosto de 1988) es un futbolista español que juega de centrocampista.

## Trayectoria
Hijo del también futbolista Pablo Portilla, se unió a las categorías inferiores del Real Racing Club de Santander en su etapa como juvenil. Debutó con el club cántabro en Primera División el 27 de octubre de 2005 en un partido contra el Real Zaragoza. Después de jugar cedido la mitad de la temporada 2007-08 en el Racing Club de Ferrol de Segunda División, fue cedido nuevamente en la 2008-09 a la S. D. Ponferradina de Segunda B.
En julio de 2009 fichó por el Real Sporting de Gijón "B" por tres temporadas y el 24 de enero de 2010 debutó con el primer equipo rojiblanco en un encuentro contra el Racing de Santander. Para la temporada 2010-11 pasó a formar parte definitivamente de la plantilla del Sporting aunque, tras una participación testimonial durante la primera mitad del campeonato, rescindió su contrato con la entidad y fichó por el Aris Salónica F. C. de la Superliga de Grecia. En enero de 2012, Portilla anunció su marcha del Aris de mutuo acuerdo con el club. A comienzos de noviembre se anunció su incorporación al C. D. Atlético Baleares, donde militó durante una temporada hasta que fichó por el AO Glyfadas griego.
En agosto de 2014 fichó por el Budapest Honvéd F. C. húngaro, del que de desvinculó en enero del año siguiente tras disputar nueve partidos en los que marcó un gol. El 6 de febrero de 2015 fichó por el Mitra Kukar F. C. indonesio, con el que no llegó a jugar ningún encuentro debido a la cancelación del inicio de la Liga en las fechas previstas, lo que motivó su abandono del equipo. Posteriormente, el 11 de mayo se anunció su incorporación al Ermis Aradippou chipriota. En septiembre de 2015 fichó por el FC Tatabánya húngaro. Comenzó la temporada 2016-17 en el C. D. Mensajero y en enero de 2017 abandonó el club para fichar por el San Francisco Deltas FC, con el que ganó la North American Soccer League ese mismo año.
En febrero de 2018 firmó un contrato con el Ottawa Fury F. C. Posteriormente pasó por el FC Žalgiris lituano antes de volver al fútbol español en marzo de 2019 de la mano de Unionistas de Salamanca C. F. Una vez dejó este equipo al término de la temporada 2019-20, siguió su carrera en el C. D. Tropezón.

## Selección nacional
Fue internacional sub-17, debutando contra Armenia y siendo, además, el capitán del equipo. En cinco partidos disputados logró anotar un gol.

## Clubes
| Club                          | País           | Año       |
| ----------------------------- | -------------- | --------- |
| Racing de Santander "B"       | España         | 2005-2007 |
| Real Racing Club de Santander | España         | 2007-2008 |
| Racing Club de Ferrol         | España         | 2008      |
| S. D. Ponferradina            | España         | 2008-2009 |
| Real Sporting de Gijón "B"    | España         | 2009-2010 |
| Real Sporting de Gijón        | España         | 2010-2011 |
| Aris Salónica F. C.           | Grecia         | 2011-2012 |
| C. D. Atlético Baleares       | España         | 2012-2013 |
| AO Glyfadas                   | Grecia         | 2013      |
| Budapest Honvéd F. C.         | Hungría        | 2014-2015 |
| Mitra Kukar F. C.             | Indonesia      | 2015      |
| Ermis Aradippou               | Chipre         | 2015      |
| FC Tatabánya                  | Hungría        | 2015-2016 |
| C. D. Mensajero               | España         | 2016-2017 |
| San Francisco Deltas FC       | Estados Unidos | 2017      |
| Ottawa Fury F. C.             | Canadá         | 2018      |
| FC Žalgiris                   | Lituania       | 2019      |
| Unionistas de Salamanca C. F. | España         | 2019-2020 |
| C. D. Tropezón                | España         | 2020-2022 |

## Palmarés

### Campeonatos nacionales
| Título      | Club                    | País           | Año  |
| ----------- | ----------------------- | -------------- | ---- |
| Soccer Bowl | San Francisco Deltas FC | Estados Unidos | 2017 |